# Chondrosum trifidum
Chondrosum trifidum är en gräsart som först beskrevs av George Thurber, och fick sitt nu gällande namn av Clayton. Chondrosum trifidum ingår i släktet Chondrosum och familjen gräs. Inga underarter finns listade i Catalogue of Life.